# Arisaema siangense
Arisaema siangense är en kallaväxtart som beskrevs av Guy Gusman. Arisaema siangense ingår i släktet Arisaema och familjen kallaväxter. Inga underarter finns listade.